# Storia della Nissa Football Club

## Dalla Nissa sport club (fondata nel 1962 e scomparsa nel 1992) alla Nissa F.C. (titolo derivante dalla fusione con lo Sporting Vallone di Campofranco, ex Mussomeli)
La Nissa Sport Club viene fondata il 26 settembre 1962: fanno parte della società Luigi Cannistraci, Liborio Savoia e Raimondo Collodoro, ai quali poi si aggiungerà Antonio Turrito. La squadra è iscritta al campionato di Seconda Categoria dove resta appena una stagione. Infatti, dopo una marcia di sedici vittorie in altrettante partite viene subito promossa al campionato di Prima Categoria. Nella stagione 1963/1964 viene chiamato l'allenatore Audino Arabia. Fra i pali c'è Di Marco, dal Ragusa viene prelevato Mirko Penzo. La formazione base conta: Di Marco, Dalla Pietà, Fiorini, Gerardi, Garofalo, Di Lorenzo, Venniro, Penzo, Muzzi, Romei, Marea. La squadra si dimostra competitiva, anche se non riesce ad andare oltre il quinto posto, alle spalle di Sciacca, Enel Palermo, Cantieri Navali e Alcamo, poi sconfitto nello spareggio promozione dalla Massiminiana. Nel campionato successivo il posto in panchina è rilevato da Gianni Di Marco, subentrato ad Arabia: in 6 partite, sono raccolti 12 punti. A poche giornate dal termine, però, la panchina è affidata a Gagliardi. Alla fine del campionato si impone il Cantieri Navali, davanti a la Juventina e Nissa.
Nel 1965 la Nissa è affidata a Giovanni Bonanno. In estate giungono a Caltanissetta anche Stefanel e Re. A novembre torna Di Marco in panchina. Altri acquisti di rilievo sono Innocenzi dall'Avezzano, Fascetti, provenienza Frosinone, e Ciardi prelevato dall'Alcamo. Indossa la maglia biancoscudata anche Ernesto Cipollone, originario della provincia di Caserta e grande figura del panorama calcistico nisseno: Cipollone diventerà il bomber più prolifico con la maglia della squadra, segnando ben 96 reti in 12 stagioni. La Nissa chiude il torneo di nuovo al terzo posto. L'acquisto più eclatante dell’anno successivo è quello del portiere Di Cristofalo. Da segnalare una grande stagione per De Carpentieri, Di Napoli e Rubattino. A quattro giornate dalla fine, la Nissa è prima, a pari punti con il Cantieri Navali, battuto (2-1) al Palmintelli. Nisseni e palermitani non disputano lo spareggio, per l'allargamento del numero dei posti disponibili per la serie superiore. Cipollone chiude l'annata con 18 gol. Il 1967 è dunque ricordato dai tifosi nisseni come l’anno del ritorno in serie D. Ma nello stesso anno avviene anche un cambio al vertice dirigenziale: da Oberto a Pace, da quest'ultimo all'imprenditore edile Falzone. La società ingaggia inoltre Barattucci, in qualità di direttore sportivo. A Caltanissetta giunge anche Sergio Ballarin, ex centrocampista della Nissena allenata dal nazionale Oronzo Pugliese. La Nissa termina sesta il suo primo anno in Serie D con 36 punti; in vetta Marsala e Acireale.
Nel 1968 il presidente Falzone licenzia Barattucci e designa un nuovo segretario: Pino Spanò. Dal Veneto arriva un importante terzino: Vinicio Donà. L'allenatore è Sergio Ballarin, poi affiancato da Alberto Malavasi, ex mediano del Palermo (in Serie A), in qualità di direttore sportivo. Non è però una grande annata, culminata con il nono posto a quota 34 punti, dietro Enna, Floridia, Ragusa, Cantieri Navali, Akragas, Siracusa, Paternò ed Acireale. 
Nel 1969 un nuovo presidente, il cavaliere La Paglia, conduce la Nissa guidata da Carlo Cesarato al dodicesimo posto finale. Arrivarono, fra gli altri, Bravin, Marzaro, Ruggero, Bon e Mognato.
Nella stagione 1970/1971 La Paglia sceglie un nuovo allenatore, Mario Perazzolo, campione del mondo nel 1938, ex calciatore di Serie A ed allenatore a riposo da un decennio. Al termine della gestione Perazzolo, durata due stagioni, la formazione biancoscudata ottiene un ottavo ed un quattordicesimo posto, risultato quest'ultimo che costa il ritorno in Promozione.
Nella stagione 1972/1973 la Nissa non riesce ad ottenere il salto di categoria in virtù del terzo posto finale alle spalle del Mazara e della Termitana. Dopo diverse annate altalenanti, che vedono la compagine nissena ottenere un sesto posto e due terzi posti consecutivi, nella stagione 1975/1976, il Comune sostiene con un cospicuo contributo la società, presieduta da Umberto Cortese, che conclude nuovamente terza. Dopo un altro campionato a luci ed ombre, culminato con un nono posto, la panchina biancoscudata passa a Matteo Carnevale, che nella stagione 1977/1978 si piazza terzo in campionato nuovamente in terza posizione, ancora una volta alle spalle delle prime: a seguito di alcuni dissapori Carnevale abbandona la panchina a quattro giornate dalla fine e le redini della squadra passano a Raffaele Ammendola.
Nel 1978, la dirigenza guidata da Giovanni Piazza chiama Natale Casisa in qualità di allenatore. Casisa può disporre di un gruppo solido, forte di sei stagioni consecutive in Promozione, nel quale spicca Colombo, il quale, nel corso della sua carriera alla Nissa, totalizzerà 66 reti in 7 stagioni agonistiche. La formazione tipo era composta da: Bandinu, D'Agostino, Vuturo, Maira, Di Benedetto, Lo Porto, Passafiume, Italia, Colombo, Pensabene, Mondini. Il campionato è vinto dai giallo-rossi, con dieci punti di distacco dalla seconda, l'Empedoclina, battuta al Palmintelli per 2-1, con rete decisiva al 90' di Mondini.
Nella stagione 1979/1980, sono confermati Casisa per la panchina e Colombo, Italia, Maira, Mondini, Morreale, Sanfratello e Vuturo per la squadra titolare; i nuovi acquisti principali sono Nuccio Anzalone, Angelo Terrana, Salvatore Labruzzo, Totò Falce e Cassaro, reduce da un'esperienza con la Vigor Lamezia. La Nissa disputa una buona stagione, conclusa al sesto posto.

### Gli anni '80 della Nissa Sport club
Nel 1980, la società ingaggia Gianni Gennari, proveniente dall'Akragas. Dal mercato arrivano Mormile e Caliò: il primo dalla Rossanese, il secondo dal Crotone. La Nissa comincia la stagione con una lunghissima serie di vittorie, interrotta contro il Favara, al Palmintelli, con un 2-2. I biancoscudati conquistano il primo posto, dando l'impressione di poter resistere sino alla fine, ma a poche giornate dal termine scivolano in quinta posizione. In Serie C2 vengono promosse Akragas e Modica. Nella stagione 1981/1982 passa ad Antonio Colomban la guida della squadra. Ma si tratta di un torneo all'agrodolce per i nisseni, che concludono soltanto al nono posto, ben lontani dalla vetta. Nel 1982 il Comune di Caltanissetta interviene nuovamente a sostegno della società, ma il potenziamento non porta oltre un nono posto. 
A fine agosto dello stesso anno la dirigenza chiama Aurelio Bongiovanni e gli affida un gruppo di prim'ordine. Fra gli altri, meritano di essere ricordati Cracolici, Iovenitti, Castellucci, Moscatiello e Indelicato. Il leader della squadra è Fausto Oliva, trentenne di Cassano all'Ionio (Cosenza), un centrocampista con un passato in Serie B (nel 1979/1980 con il Matera) ed in Serie C. La formazione tipo di quegli anni è: Morreale, Tomaselli, Labruzzo, Iovenitti, Mormile, Cracolici, Castellucci, Rio, Moscatiello, Oliva e Indelicato.
La qualità della formazione è fuori discussione; gli addetti ai lavori la indicano anche per la vittoria finale. I risultati tuttavia non danno ragione a tecnico e giocatori. La dirigenza esonera Bongiovanni e assume il lombardo Giuseppe Tamborini, ex giocatore di Serie A con un passato alla Sampdoria, alla Roma e al Varese. Al suo fianco ritroviamo Raffaele Ammendola. Nonostante i cambiamenti la Nissa continua a perdere quota, in particolare quattro sconfitte consecutive devastano l'ambiente biancoscudato. Ammendola si ritrova alla guida solitaria nelle ultime giornate ed il penultimo posto è inevitabile. La Nissa si avvia quindi in Promozione dopo quattro stagioni consecutive in D. Tuttavia, nell'estate 1983 la Lega Dilettanti decide di ripescare il club per alti meriti sportivi. L'allora dirigente Antonio Territo si impegna per ricomporre il vecchio gruppo dirigenziale, con Piazza e Savoia. Si riparte da Gennari in panca. Arrivano fior di giocatori per la categoria; su tutti, Ercole Giudice. Ma è con l'arrivo di Giovanbattista Rappa nel mercato autunnale, che la Nissa fa il salto di qualità. Dopo il successo a Caltagirone al 90º inanella cinque vittorie di fila (contro Terranova Gela, Enna, Pro Trapani, Nuova Igea, Pro Sciacca) che la portano al primo posto che non abbandonerà più. La Nissa vince il campionato davanti al Mascalucia ed ottiene l'agognata promozione in C2.
Nel 1984 la Nissa ritorna quindi nel novero dei professionisti dopo più di trent’anni di assenza, e cioè dai tempi della Nissena. Il primo impegno è in Coppa Italia, 2-2, al Palmintelli, contro la Reggina. Sblocca il risultato Salvatore Zappalà, bomber d'indiscusse qualità, giunto da Canicattì insieme a Salvatore Tarantino, centrocampista. La società conferma Gennari e porta in città anche Piero Adelfio, Angelo Cracchiolo e Antonino Bosco. La formazione sembra solida, ma in campo le cose non vanno per il verso giusto. La prima partita della stagione è un pari in casa (1-1), contro il Sorrento, squadra di rango, poi promossa in C1. Partita dopo partita la squadra convince, ma non vince. Il primo a pagare è Gennari, esonerato. Al suo posto arriva Alfredo Ballarò, che non riesce nell'impresa di far voltare pagina alla squadra. Ballarò abbandona la squadra dopo una sconfitta casalinga per 2-3 subita in rimonta dal Licata di Zeman. In Coppa il cammino è disastroso: ultima nel girone eliminatorio, la Nissa è battuta 8-0 dal Messina e 3-0 da Siracusa e Reggina. Non si tratta di una stagione fortunata. La società si rammarica al sapere di dover fare a meno dello sfortunato difensore Fabio Casadei, coinvolto in un terribile incidente stradale. Il giocatore romano sopravvive ma non potrà più tornare a calcare un campo di calcio. La Nissa guadagna la permanenza in extremis, vincendo le ultime quattro gare del campionato, contro Ercolanese, Rende, Gladiator e Afragolese. Nel 1985 arriva Franco Rondanini alla guida tecnica. In biancoscudato per la prima volta Artale, Aurisano, Diana, Dromì, Praticò, Fazio, Federico, Losio e Vizza. Si segnalano le vittorie esterne di una più che discreta Nissa contro Nocerina 0-1, rete di Diana, e Ischia 0-1, gol di Lo Giudice. I giallo-rossi chiudono settimi in campionato, a quota 34 punti. In C1 sono promosse Nocerina e Reggina, quest'ultima battuta in casa, nella primavera del 1986, con un perentorio 2-0. Capocannoniere dei nisseni, con sei gol, Salvatore Tarantino, 33 volte presente su 34. Insufficiente il cammino in Coppa, con un'altra eliminazione nella fase a gironi, si segnala un 8-0 subito dal Cosenza. La stagione 1986/1987 rappresenta una delle pagine più nere della storia biancoscudata, complice la scomparsa del giovane atleta Marco Tomaselli, al quale da qualche anno è stato intitolato lo stadio comunale di Caltanissetta, a soli 25 anni, dopo un gravissimo incidente stradale. La tragica notizia getta dirigenza, giocatori e tifosi nello sconforto. La squadra, affidata a Rondanini, confermato, non riesce a disputare un campionato all'altezza dei precedenti: nonostante gli innesti di Umberto Marino, giunto dalle giovanili dell'Inter, Giovanni Macera e Francesco Bruno, la squadra chiude 17º, con soli 22 punti, sei vittorie, dieci pareggi, diciotto ko e peggior difesa. L'ultima partita fra i professionisti è giocata sul campo neutro di Termini Imerese, contro la Lodigiani e sancisce il ritorno tra i dilettanti. 
Nel campionato Interregionale, con Tommaso Angrisani in panchina, la squadra centra senza patemi d'animo la salvezza con Beppe Colombo, giocatore-allenatore che prende il posto dello stesso Angrisani. Indimenticabile per i tifosi nisseni il 3-0 rifilato alla Juventina Gela, prima della classe, al Palmintelli nell'aprile del 1988, a poche giornate dalla fine (con doppietta di Michele Giannone). Nella stagione 1988/1989, la Nissa vive una difficile crisi societaria, che culmina nella retrocessione in Promozione, nonostante gli sforzi dell'allenatore-giocatore Beppe Colombo.

### Il fallimento del 1992 e la rifondazione
Nel 1990, tuttavia, i nisseni riconquistano l'Interregionale, sotto la presidenza di Valerio Terenzio. In panchina vi è Maurizio Mazza, che porta a casa un quarto posto.
Nel 1992, i nisseni ripiombano però nella crisi, stavolta irreversibile: prima la sconfitta nello spareggio di Messina, contro la Nuova Rosarnese e poi il fallimento societario, che decreta la fine della Nissa Sport Club.
Nell'estate del 1992, Mario Privitera, presidente del Caltanissetta (in Promozione), ottiene il ripescaggio della sua società in Eccellenza e le sceglie per nome quello di Unione Sportiva Nissa. Privitera conferma Lucio Falletta e altri giocatori della precedente stagione. Nella stagione 1992/1993, la squadra termina terza; la stagione successiva, la prima al Pian del Lago, si conclude con un quarto posto. Nell’annata 1994/1995, con Maurizio Mazza in panchina, l'Unione Sportiva Nissa vince il campionato meritandosi la conquista della Serie D: fra i migliori, Nicosia, Parenti, Filippazzo, Mallia, Cartone, La Paglia, Barbieri, Rizzo e Grillo. La formazione vince anche la fase regionale siciliana della Coppa Italia Dilettanti, sconfiggendo nella finale di Gela il Misterbianco col punteggio di 1-0: Maurizio Mazza è il primo e sinora unico allenatore della Nissa che è riuscito a centrare il successo in entrambi i tornei nel corso della stessa stagione. Tuttavia la Nissa non riuscirà a proseguire il cammino anche nella fase nazionale della competizione, ove verrà sconfitta nel primo turno contro il Crotone, coi risultati di 2-2 in casa e 0-1 per i calabresi in trasferta. 
Ma ad una stagione così ricca di soddisfazioni ne segue una deludente: con un avvicendamento di diversi tecnici, da Gennari a Fernando Rossi, sino a Colombo: la Nissa chiude sedicesima e retrocede. Le due stagioni seguenti in Eccellenza si chiudono con un settimo ed un tredicesimo posto, con salvezza sfiorata. Tuttavia, l'Unione Sportiva Nissa chiuderà i battenti nell'estate del 1998, rinunciando ad iscriversi al campionato successivo.

### La fondazione della Nissa F.C.
Dopo un anno di inattività, dalla fusione fra il Sommatino e la Nissena 1996, nasce la Nissa Football Club (1999). La nuova squadra è iscritta in Promozione, con Anzaldi in panchina: si classifica seconda, per un solo punto dietro all 'Adrano, ed è ammessa ai play-off, dove elimina l’Enna al 1º turno ed il Raffadali al 2°; nelle semifinali intergirone perde col Ribera ai calci di rigore, ma viene tuttavia ripescata per il salto di categoria.
Nel 2001, al ritorno in Eccellenza, la Nissa sfiora la promozione in D, dopo un emozionante testa a testa con il Favara. A fine stagione la società presieduta da Franco Galiano reclama il salto di categoria, chiedendo tre punti a tavolino dopo la sconfitta subita nella penultima giornata di ritorno a Palagonia (1-0), con incidenti in campo e fuori prima della gara. La "battaglia" legale coinvolge anche la giustizia amministrativa, ma è però inutile: il ricorso è rigettato e la Nissa, avendo perso i play-off con il Salemi, è obbligata a disputare regolarmente il campionato d'Eccellenza. L'anno seguente si riparte con l'arrivo dal mercato dei fratelli Sergio e Pippo D'Antoni che chiamano il tecnico Andrea Pensabene. Al termine della stagione la squadra è quarta, ma riesce a vincere i play-off regionali, eliminando Comiso e Licata; ma al primo turno nazionale i nisseni sono battuti dai calciatori dell'Alcamo.

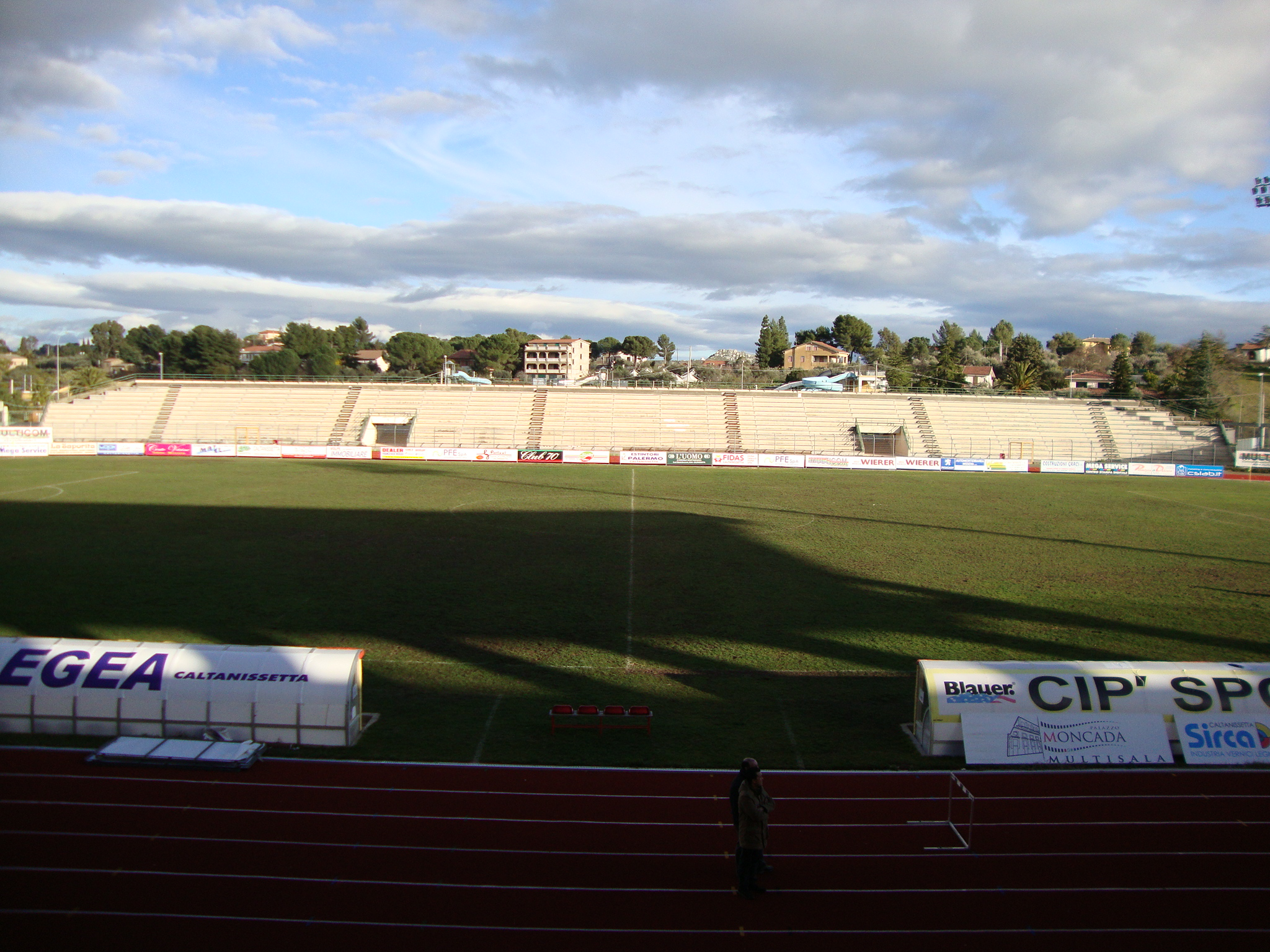
Veduta interna del terreno di gioco del "Marco Tomaselli", dove la Nissa ha giocato le sue partite casalinghe tra il 1993 ed il 2013

La stagione seguente, dopo il quinto posto in campionato giunge l'eliminazione ai play-off con l'Adernò, a seguito di un pareggio.
Nel 2003, un nuovo presidente, Totò Navarra, allestisce un organico di qualità, andando vicino al salto di categoria con i gol di Mariano Cordaro: centrata la quinta piazza che vale i play-off, la squadra esce imbattuta dal confronto con l'Akragas ma è eliminata per il peggior piazzamento. Successivamente, nel 2004 la presidenza del club nisseno passa a Luca Mannino: tra gli atleti più rappresentativi di questi anni è d'obbligo citare Maniscalco, Fabio Venniro, autore di 64 reti in 7 stagioni, Dmitri, Cavallaro, Pecorella, Avola, Tiscione e l'argentino Milanesio. Nel 2005 e nel 2006 si vivono belle stagioni a Caltanissetta, con un secondo ed un terzo posto in campionato, cui seguono le eliminazioni ai play-off, rispettivamente per mano di Spar, squadra di San Giovanni La Punta che rinuncerà poi ad iscriversi al campionato, e nuovamente Akragas, che regola i nisseni, che avevano eliminato il Palazzolo, per 2-1 sul neutro di Trapani. Nel 2007 dopo una sofferta qualificazione per i play-off, con un quinto posto, giunge la settima eliminazione in questi incontri, stavolta ad opera del Carini. Nel 2008 Mannino crea un team affiatato e competitivo, fatto di giovani interessanti, come Calabrese, Traina e Sabatino; atleti ormai esperti della categoria, come il capitano Salvatore Avola e Christian Caccetta; e calciatori esperti che provengono da categorie superiori, come Giovanni Di Somma, un passato al Palermo ed alla Reggiana, con presenze nei campionati dalla Serie B alla D, Manlio Basile, Giuseppe Bonino, Pietro Cutaia, Ciccio Di Gaetano e Vittorio Lupo. Alla guida tecnica c'è Roberto Boscaglia, reduce dal trionfo con l’Alcamo della passata stagione, squadra dalla quale fa giungere a Caltanissetta molti talenti. La promozione è costruita soprattutto nel girone di ritorno: in quello d'andata la squadra fatica per le prime otto giornate, raccogliendo 11 punti. Ma dalla 13ª alla 29ª giornata vengono conquistati 48 punti, con vittorie anche eclatanti, 6-0 al Marsala, 5-0 al Bagheria, 5-0 e 7-1 al fanalino Pro Favara ed altre. La migliore striscia positiva della stagione è dieci vittorie di fila: tra di esse quella in casa per 1-0 sull'Enna, con gol-partita di Cutaia, ricordata perché ha sancito la vittoria matematica del torneo a favore dei biancoscudati con due giornate d'anticipo. Il girone viene vinto con 68 punti, a +5 sul Trapani, con migliore attacco e migliore difesa. La formazione tipo della stagione è: Traina, Iannolino, Basile, Bonino, Cutaia, Garufo, Sabatino, Caccetta, Avola, Di Gaetano e Di Somma.

### Dalle promozione in Serie D al nuovo fallimento
La Nissa torna in Serie D dopo 13 anni d'assenza sotto la guida del presidente Mannino. Questi conferma il tecnico Boscaglia: la squadra disputa un'ottima stagione, contendendo per qualche giornata il primato con il Siracusa, futuro vincitore del campionato eppure sconfitto al Tomaselli per 4-1 in un incontro davvero memorabile per l'alto tasso tecnico e per la qualità dei calciatori partecipanti. Il quarto posto finale, in condominio con i campani del Sapri, è causa di un calo di risultati a fine stagione, complici anche le difficoltà finanziarie del club, ma vale comunque l'ammissione ai play-off. In Coppa Italia, invece, la squadra è eliminata ai sedicesimi dal Rosarno. seguente Nei play-off di Serie D, a sorpresa, la squadra è eliminata già al primo turno, anche se solo ai supplementari, dall'Adrano, a conferma dell'ordine scarso feeling della Nissa con le gare eliminatorie dei play-off. Sul piano sportivo è comunque una buona annata: due calciatori, Calabrese e Failla, sono selezionati anche per la rappresentativa della Serie D. Lo è meno su quello societario: durante i mesi estivi il consiglio direttivo si dimette, così come il presidente Mannino, lamentando un grande disinteresse da parte degli imprenditori al progetto per la squadra. In realtà è solo l'inizio di un periodo di instabilità della dirigenza della squadra nissena, che vede numerosi avvicendamenti alla carica di presidente, soprattutto negli anni successivi: a Mannino succede, infatti, Alessandro Giammorcaro, già vice presidente nella passata gestione, cui subentra nel 2010 Umberto Ilardo. In queste due stagioni, durante le quali la panchina viene affidata all'allenatore Gaetano Di Maria, la squadra termina il campionato rispettivamente con un nono ed un sesto posto, con eliminazione ai play-off contro il Forza e Coraggio Benevento: nella stagione 2009/2010 merita di essere ricordata una storica vittoria per 2-1 contro il blasonato Avellino, sconfitto al Partenio; in Coppa Italia di Serie D, invece, i nisseni escono di scena, in entrambe le occasioni, ai trentaduesimi di finale. 
Nell'estate del 2011 si apre l'ennesima crisi societaria: anche il presidente Ilardo, lamentando grande disinteresse da parte dei ceti imprenditoriali e politici cittadini e duramente contestato dai propri tifosi ad inizio stagione, mette in vendita il club. Dopo varie vicissitudini, la proprietà passa infine ai fratelli Dugo, che acquistano la Nissa gratuitamente; presidente è nominato Antonino Monterosso. Il tecnico Salvatore Marra è esonerato e sostituito prima con Cacciola e poi con Salvatore Bianchetti. I rapporti tra la nuova dirigenza e l'ambiente nisseno non sono facili, anche a causa della crisi di risultati. Dopo altre vicissitudini finanziarie, i fratelli Dugo cedono la società alla cordata nissena capeggiata da Roccia il quale viene nominato nuovo presidente. Ma il valzer di allenatori continua: Bianchetti è sostituito nuovamente con Marra. Dopo aver concluso un girone di ritorno decisamente più positivo, con ben 24 punti in più rispetto a quello d'andata, la Nissa conclude la regular season al terzultimo posto, riuscendo ad agguantare all'ultima giornata la qualificazione per i play-out salvezza. Dopo aver battuto l'Acri ai play-out la Nissa si guadagna la permanenza in Serie D. Paradossalmente, invece, viene raggiunto un discreto piazzamento in Coppa, ove il cammino termina agli ottavi col Nardò.
Nella stagione seguente continuano le difficoltà societarie e finanziarie del club: la presidenza passa prima a Prospero, nominato altresì amministratore unico, ma avendo disatteso il passaggio delle quote, la dirigenza dimissionaria si reca a Palazzo del Carmine ed affida simbolicamente la squadra al Comune. In panchina lo scarso rendimento della squadra, 5 pareggi e 6 sconfitte nelle prime 11 partite ed eliminazione ai preliminari di Coppa, porta all'esonero del nuovo allenatore Tarcisio Catanese, sostituito dal tecnico delle giovanili Fabrizio Fama prima, da Golesano poi, ed infine nuovamente da Fama. Nel mese di dicembre la società ufficializza il trasferimento dello storico capitano Salvatore Avola al Città di Messina: Avola lascia il club dopo quasi 12 stagioni, 5 delle quali vissute in Serie D, dove ha totalizzato con la maglia biancoscudata 130 presenze e 14 reti. Completamente allo sbando, tanto sul piano dirigenziale e sportivo che finanziario, le perdite pregresse dichiarate dal club superano i centomila euro, per la Nissa è concreto il rischio di non portare a termine il campionato: alla fine vengono onorati tutti gli impegni stagionali, schierando in campo molto spesso i calciatori della formazione juniores. La Nissa chiude il campionato all' ultimo posto, retrocedendo matematicamente con parecchie giornate d'anticipo e con dati statistici impietosi: solo 8 punti totalizzati, più un punto di penalizzazione, 1 sola vittoria, 6 pareggi e 27 sconfitte; con la peggior difesa, 83 reti subiti, ed il peggior attacco, soli 12 gol in attivo. Anche la partita d'addio alla Serie D si conclude amaramente: la trasferta allo Stadio San Filippo con la capolista Messina si chiude con un sonoro 8-1 per i padroni di casa. La rete della bandiera biancoscudata è di Privitera sul 3 a 1.
Nonostante nel mese di aprile 2013 l'Assessorato allo Sport del Comune di Caltanissetta avesse deliberato l'assegnazione di un contributo economico di 10.000 € in favore della società, nel tentativo di permettere la riorganizzazione della Nissa in vista della successiva stagione sportiva, l'8 agosto 2013, la società comunica ufficialmente di essere stata esclusa dal campionato regionale di Eccellenza.

### Il ritorno in attività: Sport Club Nissa 1962
Pochi mesi dopo questi fatti, i massimi dirigenti della società dilettantistica Sporting Club Nissa prendono accordi con gli ultras nisseni per una rifondazione della vecchia squadra con la nuova denominazione di Nissa Sport Club 1962, in evidente continuità con la tradizione del passato. Al termine della stagione successiva, terminata con la vittoria della A.S.D.S.C. Nissa del proprio girone del campionato di Seconda Categoria, la società presieduta da Mauro Di Pasquali fa sapere di avere inoltrato la documentazione alla Lega per ottenere il cambio di denominazione in A.S.D. Sport Club Nissa 1962. La squadra, assunta la nuova denominazione sociale, partecipa al campionato di Prima Categoria, tornando a giocare nel vecchio stadio Palmintelli. Il 28 settembre 2014, alla vigilia della festa del santo patrono di Caltanissetta, San Michele Arcangelo, al Palmintelli va in scena un inedito derby tutto nisseno tra Nissa e Atletico Caltanissetta, terminato 0-0 e preceduto da un minuto di silenzio osservato da ambedue le tifoserie in ricordo di Giuseppe Scarantino, vecchia gloria del calcio nisseno. La squadra chiude il campionato a mezza classifica.

### Campionato 2017/2018: la nuova Nissa F.C.
Nel 2017 lo Sport Club Nissa 1962 prende la decisione di rimanere affiliata alla Figc per la sola attività di settore giovanile, rinunciando al campionato di Promozione. Ne prende il testimone una nuova società di cui fanno parte ex dirigenti della vecchia Nissa F.C., i quali ne ripropongono il nome e la maglia biancoscudata, in continuità con la precedente società. Per la stagione 2017/2018 la squadra si iscrive al campionato di Terza Categoria; l'anno successivo passa alla Prima Categoria e infine, dopo aver presentato un'istanza di ripescaggio, riesce ad accedere al campionato di Promozione 2019/2020. Nel 2020 la fusione tra Sporting Vallone di Campofranco, ex Mussomeli, militante in Eccellenza, e la Nissa F.C., militante in Promozione. Grazie a questa fusione la squadra giocherà in Eccellenza.